# Kobuk (fiume)
Il Kobuk è un fiume degli Stati Uniti d'America della lunghezza di 451 chilometri. Nasce in Alaska sui Monti Baird, parte dei Monti Brooks, poi scorre verso est, nel corso medio il territorio della valle del fiume costituisce il Parco nazionale e riserva di Kluane, per poi sfociare nel Hotham Inlet nel Kotzebue Sound, una baia del Mare dei Ciukci.